# Burra (isole Shetland)

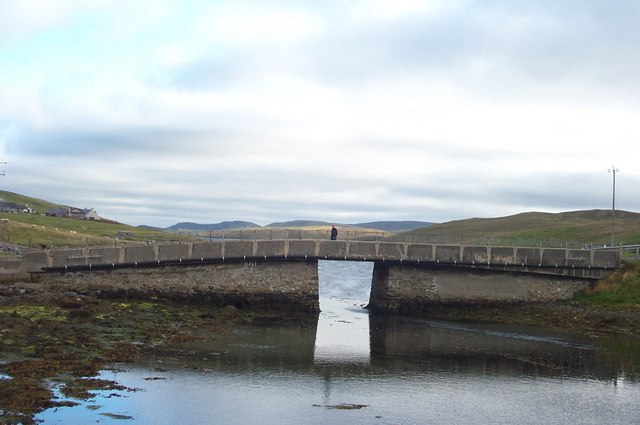
Il ponte che collega East e West Burra

Burra (in norreno: Barrey ) è il nome collettivo di due delle isole Shetland, East Burra e West Burra, con popolazione rispettivamente 66 e 753 persone, che sono connesse l'una all'altra tramite un ponte, e sono ulteriormente collegate a Mainland passando per Trondra. Le isole formano parte delle isole Scalloway.
Collins Encyclopedia of Scotland suggerisce che il nome "Burra" rappresenti una variazione da "Borgarey" (che significa "isola del broch"), e anche se ciò è improbabile, vista la mancanza di broch, il nome del luogo Brough su West Burra tende a supportare questa tesi. Tuttavia, la forma utilizzata all'interno della Saga degli uomini delle Orcadi (Orkneyinga saga) è "Barrey".